# Association des électriciens polonais
 (août 2021).
L'association des électriciens polonais (Stowarzyszenie Elektryków Polskich, SEP) est une organisation non gouvernementale polonaise intégrant la communauté des électriciens d'origine polonaise du monde entier. Grâce à sa formule d'adhésion ouverte, elle rassemble à la fois des ingénieurs et des techniciens, ainsi que de jeunes étudiants (élèves d'écoles techniques et professionnelles) en génie électrique au sens large.

## Activités
La SEP s'occupe principalement d'activités de vulgarisation et d'éducation (cours de formation pour l'exploitation d'équipements électriques). Elle s'occupe également de l'évaluation de la conformité des produits électriques à basse tension (depuis 1933), par l'intermédiaire de son Bureau de recherche de la qualité, une agence SEP disposant d'accréditations nationales et de la reconnaissance des organisations internationales et européennes les plus prestigieuses.Elle mène également une vaste coopération internationale sous le nom anglais d'«Association of Polish Electrical Engineers». Elle est membre de la Fédération nationale des associations scientifiques et techniques de Pologne et de l'organisation européenne EUREL,.

## Histoire
Du 7 au 9 juin 1919, un congrès est organisé pour créer l'Association des ingénieurs électriciens polonais. Le professeur Mieczysław Pożaryski a été élu son premier président. En 1928, l'organisation a fusionné avec l'Association des ingénieurs de radio polonais, et en 1929, le nom a été changé en son nom actuel par une décision du conseil d'administration. En 1939, l'Association des télé-ingénieurs polonais a rejoint le SEP.

## Présidents du SEP
- 1919–1928 – Mieczysław Pożaryski (premier président du SEP)
- 1928–1929 – Kazimierz Straszewski
- 1929–1930 – Zygmunt Okoniewski
- 1930–1931 – Kazimierz Straszewski
- 1931–1932 – Felicjan Karśnicki
- 1932–1933 – Tadeusz Czaplicki
- 1933–1934 – Alfons Kühn
- 1934–1935 – Jan Obrąpalski
- 1935–1936 – Alfons Kühn
- 1936–1937 – Janusz Groszkowski
- 1937–1938 – Alfons Hoffmann
- 1938–1939 – Kazimierz Szpotański
- 1939 – Antoni Krzyczkowski
- 1939–1946 – Kazimierz Szpotański
- 1946–1947 – Kazimierz Straszewski
- 1947–1949 – Włodzimierz Szumilin
- 1949–1950 – Stanisław Ignatowicz
- 1950–1951 – Tadeusz Żarnecki
- 1951–1952 – Jerzy Lando
- 1952–1959 – Kazimierz Kolbiński
- 1959–1961 – Tadeusz Kahl
- 1961–1981 – Tadeusz Dryzek
- 1981–1987 – Jacek Szpotański
- 1987–1990 – Bohdan Paszkowski
- 1990–1994 – Jacek Szpotański
- 1994–1998 – Cyprian Brudkowski
- 1998–2002 – Stanisław Bolkowski
- 2002–2006 – Stanisław Bolkowski
- 2006–2014 – Jerzy Barglik
- 2014–2022 – Piotr Szymczak[7]
- depuis 2022 – Sławomir Cieślik